# Renato Buzzonetti
Renato Buzzonetti (ur. 23 sierpnia 1924 w Rzymie, zm. 20 stycznia 2017 tamże) – włoski lekarz, doktor nauk medycznych, osobisty lekarz papieży: Jana Pawła II i Benedykta XVI.

## Życiorys
Był drugim lekarzem papieży Pawła VI i Jana Pawła I, a następnie osobistym lekarzem papieży Jana Pawła II i Benedykta XVI. Po zamachu na papieża Jana Pawła II w maju 1981 udzielił on papieżowi pierwszej pomocy, towarzyszył również Janowi Pawłowi II podczas wszystkich pobytów w szpitalach. Jako osobisty lekarz papieski 2 kwietnia stwierdził śmierć papieża Jana Pawła II.
Jego wspomnienia na temat ostatniego okresu życia Jana Pawła II znalazły się w zbiorowej publikacji książkowej pt. Pozwólcie mi odejść z 2006. Na emeryturę przeszedł w 2009, a papież Benedykt XVI, przyznał mu wówczas honorowy tytuł emerytowanego lekarza papieskiego.